# Magzalia
Magzalia (o Tell Magzalia) és un jaciment arqueològic neolític del nord de l'Iraq, situat al llarg d'un uadi a la vora de les muntanyes Jabal Sinjar, prop de Tal Afar, a la governació de Nínive.
És el vestigi d'un poblat de finals del mil·lenni viii aC., prop d'un altre jaciment prehistòric, Qermez Dere. Magzalia sembla culturalment propera a les poblacions del Neolític preceràmic B del nord de Llevant i de la vall del riu Balikh, al nord de Síria.

## Història
Magzalia va ser excavada entre el 1977 i el 1980 per l'arqueòleg rus Otto N. Bader.

## Context
El jaciment de Magzalia és un dels principals testimonis del poblament de la vall del Tigris Mitjà al mil·lenni viii aC. En aquesta època, els ocupants de Magzalia i els pobles dels voltants mostren el mateix desenvolupament cultural neolític preceràmic que els jaciments de Cafer Höyük o Çayönü, que practicaven l'agricultura però ignoraven la ramaderia a Anatòlia oriental; arquitectura quadrangular amb diverses habitacions, sòls de còdols recoberts d'argila o guix, atuells de pedra, puntes de fletxa pedunculades de sílex, petites destrals de pedra polida.
Però Magzalia sembla ser, juntament amb els altres pobles de la vall del Balikh a Síria, l'escenari d'una neolitització procedent de l'Oest i no del Nord. Tot i que la seva economia va continuar basant-se en part en la caça i la recol·lecció (pistatxos i ordi silvestre), també es practicava l'agricultura (pisana, espelta petita, blat compacte, espelta, ordi, llenties i lli) i la ramaderia (ovelles i cabres).

## Hàbitat
Situades al nord de l'emplaçament als primers nivells i estenent-se gradualment cap al sud, les construccions de Magzalia estan clarament destinades totes a ser habitades. Són de planta rectangular, algunes tenen el terra arrebossat i els seus murs estan construïts amb tova sobre fonaments de lloses de pedra calcària i farcits de còdols. Hi ha zones d'emmagatzematge i cuina/saló. Una de les cases té una xemeneia amb conducte de fums extern, semblant a les cases posteriors d'Umm Dabaghiya i Çatalhöyük.
Les fases finals del llogaret mostren una muralla freqüentment refeta, flanquejada per torres construïdes al voltant de les cases. Aquest mur, que sembla indicar possibles conflictes amb els veïns, està proveït de grans ortòstats que obren almenys dues portes.

## Restes arqueològiques

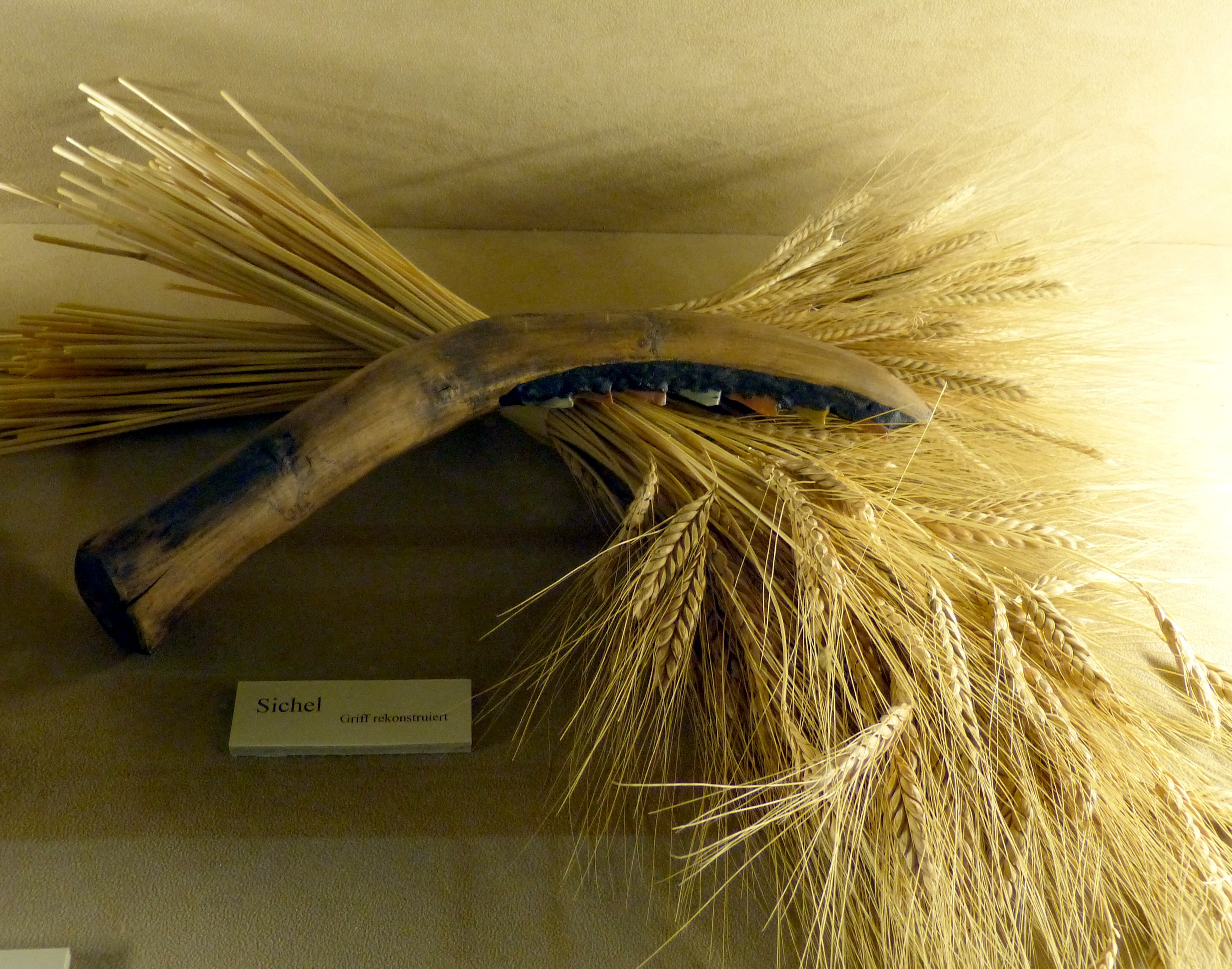
Reconstrucció d'una falç neolítica. Les pedres en forma de fulla estan unides amb betum natural. (Museu d'Història Natural de Viena)

Els nivells més antics de Magzalia mostren un ampli ús de l'obsidiana (tallada a pressió, una tècnica específica del Neolític preceràmic B del Taure) malgrat la distància (300 km) dels jaciments anatolis més propers. El jaciment també conté puntes de projectil en forma de fulla, ganivets i trepants que funcionen amb rotació en el sentit de les agulles d'un rellotge.
Als nivells superiors d'un jaciment de la vall de Balikh (el túmul de Sabi Abyad II) es van trobar puntes de Biblos i puntes d'Amuq. Les rascadores de sílex utilitzats posteriorment durant la cultura Hassuna-Samarra ja són presents aquí. També s'han trobat falçs recobertes de betum a Magzalia i en altres pobles de la vall del Balikh, les pedres de les quals mostren empremtes de collites de gra. Els habitants també van deixar bols i braçalets de marbre, punxons polits i agulles d'os incises, la tècnica de fabricació de les quals procedeix d'Anatòlia Oriental.
Tot i que el poble de Magzalia seguia sent aceràmic, s'utilitzava vaixella de guix i ceràmica decorada. Aquests utensilis no són un llegat d'Anatòlia, sinó que es troben a tot l'Alta Mesopotàmia i al desert sirià, sobretot a Seker al-Aheimar. També s'han trobat algunes estatuetes humanes esquemàtiques i figuretes de gaseles.